# تاتسونوري ياماغاتا
تاتسونوري ياماغاتا (باليابانية: 山形 辰徳) (4 أكتوبر 1983 في فوكوكا في اليابان – )؛ هو لاعب كرة قدم ياباني سابق كان يلعب كمدافع.

## وصلات خارجية
- تاتسونوري ياماغاتا على موقع رابطة كرة القدم اليابانية للمحترفين (اليابانية)
- تاتسونوري ياماغاتا على موقع قاعدة بيانات كرة القدم.إي يو (الإنجليزية)
- تاتسونوري ياماغاتا على موقع Soccerway.com (الإنجليزية)
- تاتسونوري ياماغاتا على موقع عالم كرة القدم.نت (الإنجليزية)